# Raimundo Rubén de Antioquía
Raimundo II Rubén de Antioquía o Raimundo II Rubén de Poitiers (1199-1219 o 1221/1222) fue el príncipe de Antioquía entre 1205 y 1208 y entre 1216 y 1219/1221 y «rey joven» de Armenia entre 1199 y 1221/1222.
Raimundo fue el hijo de Raimundo IV de Trípoli (el hijo mayor de Bohemundo III) por su esposa Alicia de Armenia. Aunque era el sucesor directo, fue rechazado por su abuelo en favor de su tío paterno Bohemundo IV de Antioquía, que heredó el principado en 1201. Raimundo se convirtió en príncipe de Antioquía por la influencia de su tío materno, León I de Armenia, que estaba en abierto conflicto con Bohemundo IV. Su gobierno duró sólo tres años, antes que Bohemundo IV reconquistara Antioquía y tomara el control. Luego intentó reclamar el trono de Armenia, pero murió en combate o según algunas fuentes murió en prisión. 
Antes de 1210 o en septiembre de 1210 se casó con Helvis de Lusignan (aprox. 1190-1216/19, 1216/1219 o aprox. 1217), princesa de Chipre, hija de Aimerico de Chipre. Su hija mayor, María de Antioquía se casó con Felipe, señor de Tiro.